# 니시신주쿠 5초메역
니시신주쿠 5초메 역(일본어: 西新宿五丁目駅, にししんじゅくごちょうめえき)은 일본 도쿄도 신주쿠구에 있는 철도역이다. 역 번호는 E 29이다.

## 역 구조
섬식 승강장 1면 2선의 지하역.

### 승강장
| 1 | ○ 도영 지하철 오에도 선 | 도초마에・롯폰기・다이몬 방면 (이다바시・료고쿠 방면은 도초마에역에서 환승) |
| 2 | ○ 도영 지하철 오에도 선 | 네리마・히카리가오카 방면                                                   |

## 역 주변
신주쿠구의 니시신주쿠 4초메와 5초메가 바로 경계상에 위치한다. 역 주변은 사무실과 옛날부터 주택이 혼재하고 있다. 또 이 땅은 시부야구와 나카노구와의 경계에 가까운, A2출구에서 시부야 구 혼초 3초메 구역까지 50m, 나카노 구 야요이마치 1가 구역까지 300m정도 떨어져 있다.
- 니시신주쿠 4초메 우체국
- 영화 전문 대학원 대학
- 신주쿠 구립 신주쿠 간호학교
- 시미즈바시 교차점

## 역사
- 1997년 12월 19일: 영업 개시.
- 2000년 4월 20일: 도영 12호선을 오에도 선으로 개명.

## 인접역
| 도쿄 도 교통국 오에도 선 | 도쿄 도 교통국 오에도 선 | 도쿄 도 교통국 오에도 선              |
| ------------------------ | ------------------------ | ------------------------------------- |
| E 28 도초마에 방면       | 오에도 선                | E 30 나카노사카우에 히카리가오카 방면 |